# Full Members Cup
La Full Members Cup est une compétition anglaise de football s'étant tenue de 1985 à 1992. Elle est aussi connue pour des raisons de parrainge sous les noms de Simod Cup  de 1987 à 1989 et de Zenith Data Systems Cup de 1989 à 1992.
La compétition est créée à la suite du Drame du Heysel, les clubs anglais étant alors bannis de toute compétition européenne, et est ouverte aux meilleures équipes des deux premières divisions du Championnat d'Angleterre de football. Son nom vient du fait que les clubs participants sont des membres permanents de la Ligue anglaise, par opposition aux Associate Members des divisions inférieures, qui jouent le Football League Trophy (connu alors sous le nom d'Associate Members Trophy). La Full Members Cup disparaît après la création de la Premier League en 1992. Une autre compétition, la Super Coupe pour les équipes qui devaient normalement participer à une Coupe d'Europe, est introduite dans le même temps mais ne dure qu'une seule saison.
Les Blackburn Rovers et le Reading FC sont les deux seuls clubs de deuxième division à avoir remporté cette coupe.

## Palmarès
| Année | Vainqueur         | Score    | Finaliste         |
| ----- | ----------------- | -------- | ----------------- |
| 1986  | Chelsea FC        | 5-4      | Manchester City   |
| 1987  | Blackburn Rovers  | 1-0      | Charlton Athletic |
| 1988  | Reading FC        | 4-1      | Luton Town        |
| 1989  | Nottingham Forest | 4-3 a.p. | Everton FC        |
| 1990  | Chelsea FC        | 1-0      | Middlesbrough FC  |
| 1991  | Crystal Palace FC | 4-1 a.p. | Everton FC        |
| 1992  | Nottingham Forest | 3-2      | Southampton FC    |